# Marià Pere i Lizàndara
Marià Pere i Lizàndara (Barcelona, 2 de novembre de 1945) és un polític i arquitecte català.

## Biografia
Estudià arquitectura a la Universitat Politècnica de Catalunya i compaginà els seus estudis treballant al Taller d'Arquitectura i Urbanisme (TAU). El 1966 s'afilià al PSUC, des d'on participà activament en la lluita antifranquista i democràtica. Destacà la seva participació en la Caputxinada així com en la fundació del primer sindicat democràtic de les universitats catalanes, el SDEUB (Sindicat d'Estudiants de la Universitat de Barcelona). Al llarg dels anys va ser ocupant llocs de responsabilitat al PSUC de Lleida i Barcelona.
A la fi dels anys 70, fou nomenat membre del Comitè Central del PSUC. En la crisi que va sacsejar al Partit després del V congrés, Marià Pere fou expulsat del PSUC el 1981 amb Pere Ardiaca i Juan Ramos Camarero. Amb ells fundaria el 1982 el Partit dels Comunistes de Catalunya (PCC), ocupant la responsabilitat de comissió d'institucions i formant part tant del Comitè Executiu com del Comitè Central del PCC. Formà part de l'extensa delegació del PCC que participà a Madrid en la fundació del Partit Comunista dels Pobles d'Espanya (del que seria membre de la direcció durant anys), en el Congrés d'Unitat Comunista.
En 1987, en el VIII congrés comunista, fou nomenat secretari general del PCC, després que ocupés el càrrec Juan Ramos Camarero. Formà part de la coalició Iniciativa per Catalunya, amb la que fou elegit diputat a les eleccions al Parlament de Catalunya de 1988, al costat de Celestino Andrés Sánchez Ramos; ambdós passaren al grup mixt el 18 d'abril de 1989. Quan acabà el seu mandat el 1992 decidí no presentar-se a noves eleccions i ha compaginat el seu treball com arquitecte amb la secretària general del PCC i la militància a Esquerra Unida i Alternativa.